# Dikdik drobny

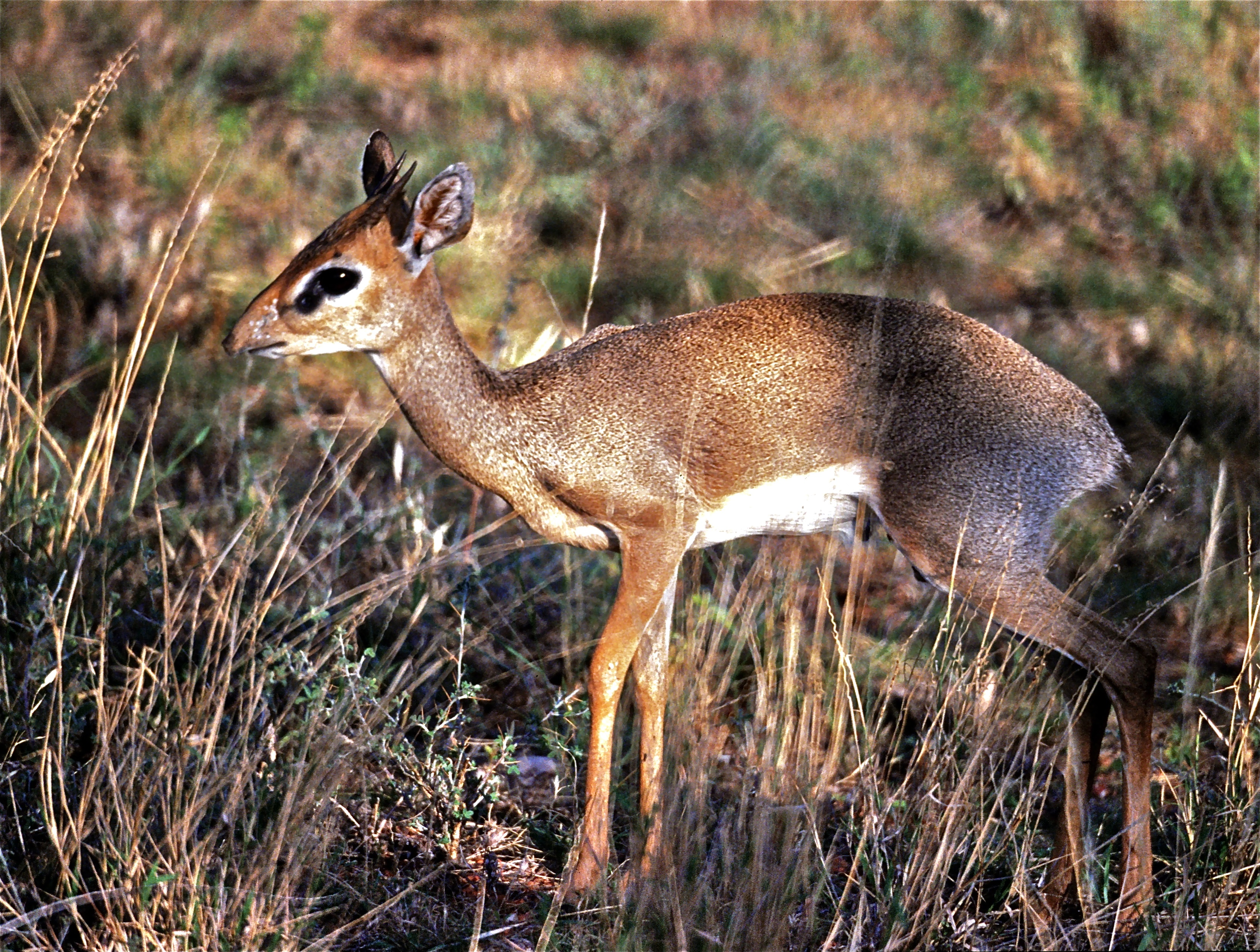
Wygląd Madoqua guentheri

Dikdik drobny (łac. Madoqua guentheri) – endemiczny gatunek ssaka zamieszkujący suche strefy Afryki. W Czerwonej Księdze gatunków zagrożonych sklasyfikowany jako Least Concern - nie zagrożony wyginięciem.

## Występowanie
Dikdik zamieszkuje wschodnie i południowe niziny Etiopii, północne i wschodnie regiony Kenii oraz Ugandy. Widywano go także w Somalii (poza północno-wschodnią i południowo-zachodnią częścią oraz wzdłuż środkowego pasa wybrzeża). Preferuje tereny z niskimi zaroślami.

## Morfologia
Madoqua guentheri waży od 3 do 5 kg. Ma miękką sierść o żółtej barwie w odcieniach od szarości do czerwono-brązowego ubarwienia po stronie grzbietowej i biało szarego na brzusznej. Jest mały, posiada niewielką głowę osadzoną na smukłej i długiej szyi. Zad znajduje się na tej samej wysokości co ramię zwierzęcia lub nieco wyżej. Ogon ma zaledwie 3–5 cm. długości.
Po stronie grzbietowej  jest włochaty, natomiast po brzusznej gładki. Dikdik ma duże, czarne oczy. Jego uszy są stosunkowo duże. Nogi zwierzęcia są długie i smukłe, zakończone czarnymi kopytami. Dikdik posiada wydłużony pysk. Madoqua guentheri ma dłuższy nos niż jego kuzyni, który prawdopodobnie służy do termoregulacji. Między osobnikami tego gatunku jest widoczny dymorfizm płciowy. Samce mają krótkie, dochodzące do 9,8 cm, czarne rogi, które mogą być proste lub wygięte do tyłu. Obie płcie mają grzebień włosów, jednak herb samców jest dłuższy i bardziej kolorowy niż herb samic .

## Zachowanie
W niewoli dikdiki dożywają średnio 27,5 roku. Dojrzałość płciową osiągają przed ukończeniem pierwszego roku życia. Mogą rozmnażać się do 10 roku życia. Ciąża trwa od 170 do 180 dni. Samice wydają na świat jedno młode. Dikdiki parzą się dwa razy w roku. Młode samce ważą od 725 do 792 g, a samice 560 - 680 g.
Zaraz po urodzeniu młode wyglądają identycznie jak dorosłe osobniki. Różki samców pojawiają się po 7-9 tygodniach, choć mogą zostać zakryte przez herb. W 34 tygodniu życia na rogach pojawiają się pierścienie. Rogi osiągają pełny rozmiar po 2 latach. Przez pierwsze 3-4 tygodnie potomstwem opiekuje się matka. Młode ukryte są wówczas w wysokiej trawie, co chroni je przed atakami drapieżników. Za dnia młody osobnik pozostaje cichy, w nocy jednak zdarza się, że wydaje gwizdy. Samice karmią je swoim mlekiem kilka razy dziennie, chociaż już tygodniowe młode mogą przyjmować stały pokarm. Kiedy potomek wychodzi z ukrycia do opieki przyłącza się ojciec.
Dikdiki nie należą do zwierząt społecznych, jednak reagują nie tylko na sygnały wysyłane przez osobniki własnego gatunku, ale także na ostrzeżenia przed drapieżnikami wysyłane przez ptaki. Zachowanie to zaobserwowano na przykładzie alarmów wydawanych przez hałaśniki białobrzuche. Tworzą grupy rodzinne składające się z 3 osobników: pary rodzicielskiej i cielęcia. Takie stado zasiedla rewir, którego granice znaczy depozytami odchodów o średnicy do 30cm, wydzieliną gruczołów znajdujących się przed oczodołem. Samiec nacina pnie granicznych drzew za pomocą rogów. Walki między samcami są rzadkie i mają charakter symboliczny.